# Lili Marleen

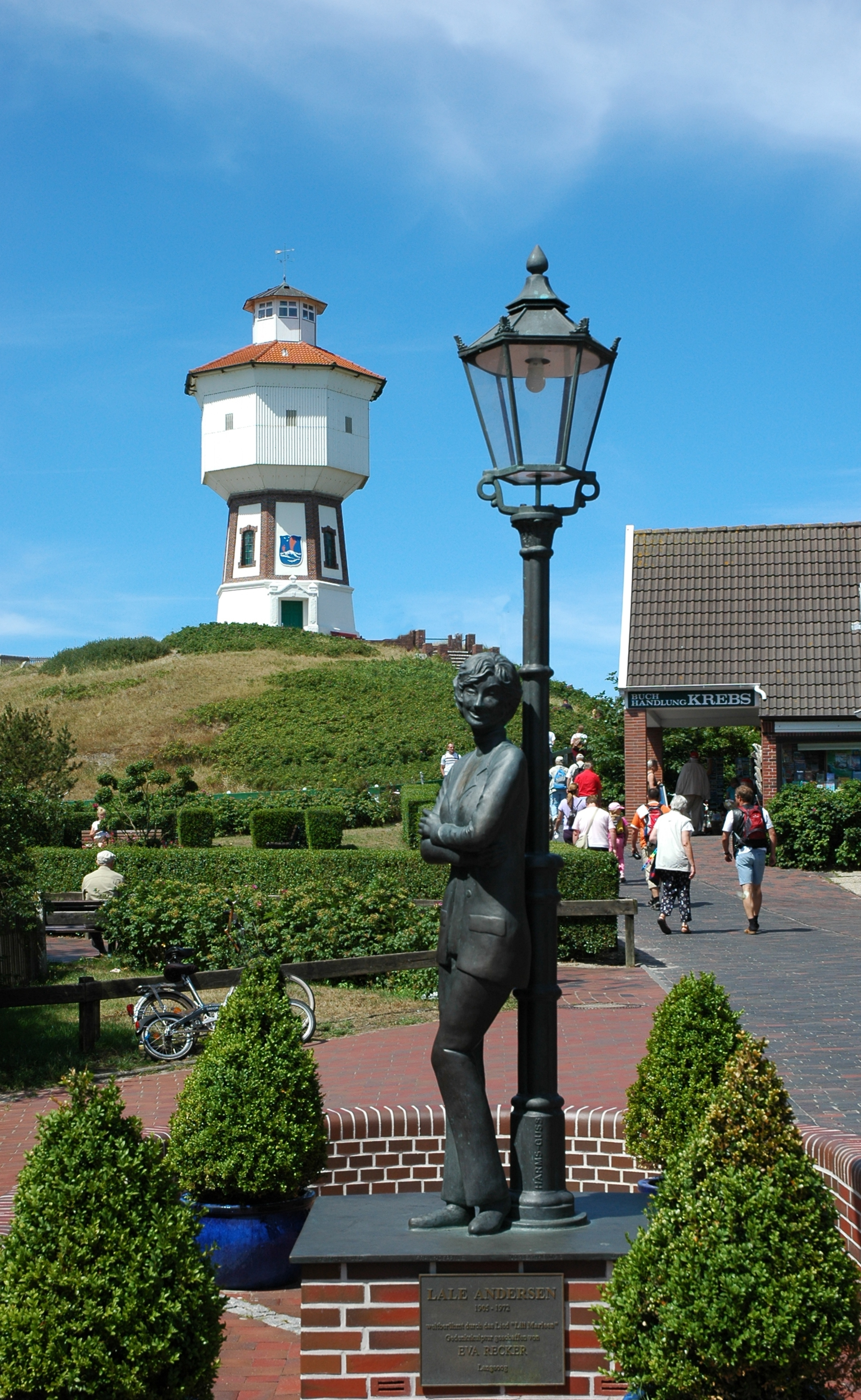
O sculptură a Lalei Andersen, cunoscuta interpretă a cântecului Lili Marleen, în Langeoog, Germania.

Lili Marleen (Lili Marlene, Lily Marlene, Lili Marlène) este un cântec german de dragoste care a devenit popular de ambele părți (Aliați și Axă) ale frontului în timpul celui de-Al Doilea Război Mondial. Inițial creat în tempo de marș, Lili Marlene s-a transformat treptat în baladă și a fost preluat de trupele britanice, americane și franceze devenind faimos în întreaga lume. Piesa a fost tradusă în numeroase limbi. De asemenea, Lili Marleen a devenit subiectul unor documentare și filme cât și a unor spectacole de teatru și cabaret.

## Istoric
Versurile au fost scrise în 1915, în timpul Primului Război Mondial, de catre Hans Leip (1893-1983), un profesor din Hamburg, care a fusese recrutat de către Armata Imperială Germană. Poemul a fost publicat, ulterior, sub denumirea „Das Lied eines jungen Soldaten auf der Wacht” (Cântecul unui tânăr soldat de gardă). În 1938, versurile au fost puse pe muzică de Norbert Schultze. 
Titlul inițial al cântecului a fost „Das Mädchen unter der Laterne” (Fata de sub felinar), dar a devenit faimos ca „Lili Marleen”. Înregistrările făcute de Lale Andersen în 1939 și Marlene Dietrich, au făcut ca melodia să devină și mai cunoscută. A devenit populară în ciuda opoziției regimului nazist, și mai ales a lui Joseph Goebbels, ministrul propagandei.

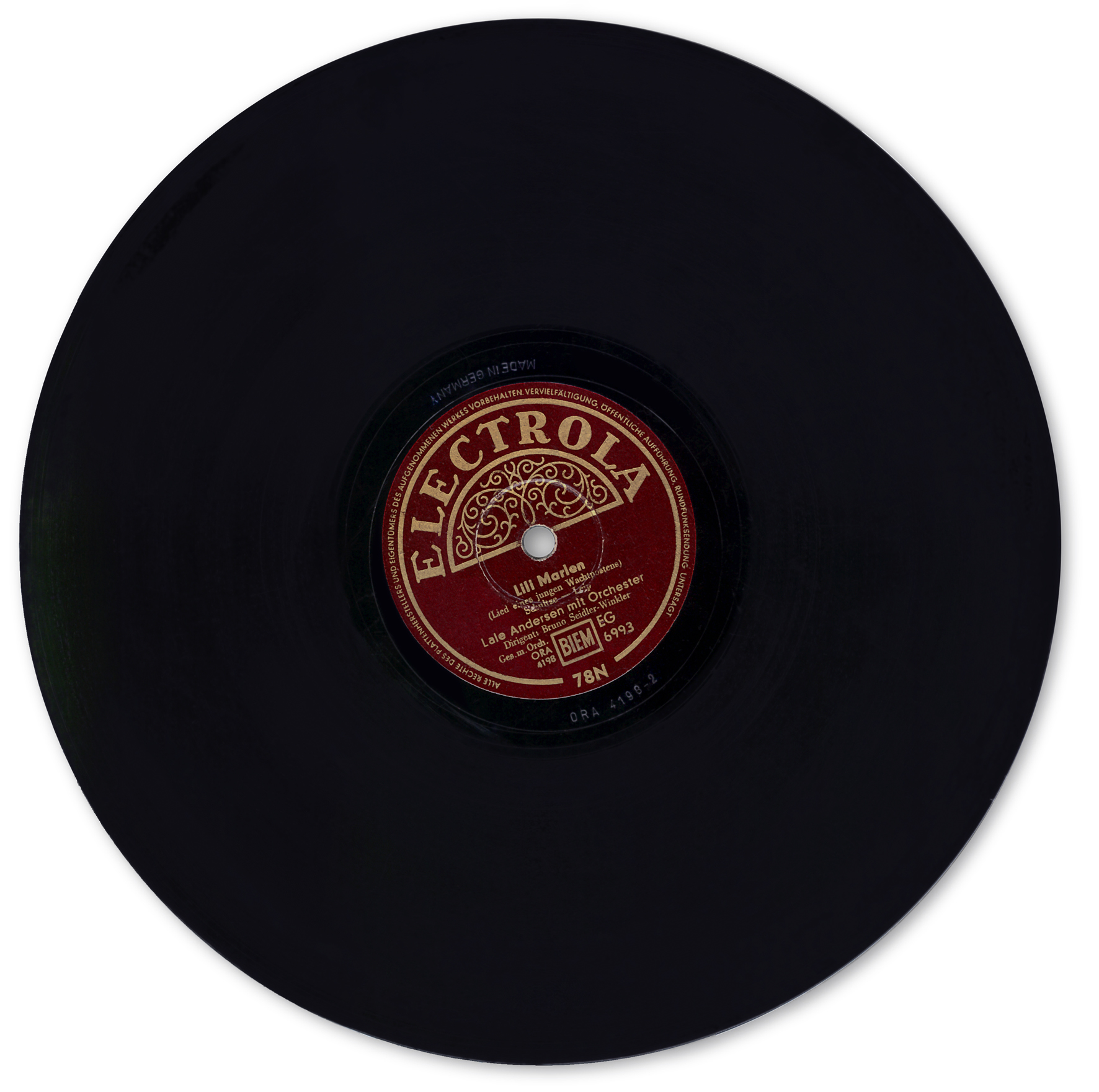
Prima înregistrare a Lilli Marlen, 2 august 1939, Electrola Studio, Berlin.

În 1941 trupele germane ocupă Belgradul. Povestea a cântecului a început odată cu difuzarea la Radio Belgrad a versiunii cântate de Lale Andersen. Lui Erwin Rommel i-a plăcut atât de mult cântecul încât a cerut postului de radio să-l transforme în semnătura emisiunii de știri. Începând de pe 18 august 1941 și până la sfârșitul războiului, Radio Belgrad a transmis cântecul în fiecare seară la ora 21:55, exact înainte de finalul emisiunii. Postul era recepționat și de trupele aliate plasate în zona Mării Mediterane, astfel că în scurt timp a devenit cântecul favorit al tuturor soldaților din zonă, indiferent de tabăra în care se găseau.
Una dintre primele variante ale cântecului în limba engleză a fost înregistrată de Anne Shelton, însă imediat după aceea i-au urmat mai multe cover version. Mai târziu, Tommie Connor a scris versurile și în limba engleză. La sfârșitul anilor '40 și începutul anilor '50, Marlene Dietrich a făcut, de asemenea, o înregistrare în limba engleză. O altă versiune a melodiei a fost înregistrată în anii '60 de artistul Hank Snow.
Cântăreața Amanda Lear, de naționalitate franceză, a făcut o înregistrare a cântecului în 1978 pentru album ei „Never Trust a Pretty Face”. În 1993, aceasta a realizat o nouă înregistrare pentru albumul „Cadavrexquis” iar 2001 a imprimat cântecul în limba germană. Alt artist francez, Patricia Kaas a folosit Lili Marlene ca intro pentru melodia ei „D'Allemagne”.
În 1997, Carly Simon a înregistrat cântecul pe albumul său intitulat „Film Noir”. Grupul spaniol „Olé Olé”, condus de Marta Sánchez a lansat un cântec despre film în 1987. Astfel, piesa a devenit unul dintre cele mai vândute single-uri în Spania anilor '80, fapt ce le-a asigurat artiștilor amintiți mai sus un succes constant până în ziua de azi. Cea mai recentă înregistrare a cântecului, din 2006, aparține lui Neil Hannon, membru al formații irlandeze de muzică.
În 1981, Rainer Werner Fassbinder a realizat filmul Lili Marleen care prezintă o poveste de dragoste fictivă între o cântăreață de cabaret numită Willie și amantul evreu al acesteia, care a contribuit la lansarea cântecului. Filmul nu are nicio legătură cu biografia Lalei Andersen.
Casa de discuri de specialitate „Bear Family” a lansat o compilație de 7 discuri cu 195 de versiuni diferite ale cântecului. Formația germană de blackmetal „Eisregen” a înregistrat, de asemenea, o versiune a cântecului pentru albumul „Hexenhaus”. În 2004, această piesă a mai fost interpretată și de polonezul Kazik Staszewski

## Texte
Textele versiunilor din diferite limbi ale cântecului Lili Markeen, de utilixează aceeași melodie, nu sunt traduceri sau adaptări ale textului din limba germană. Ele reprezintă texte diferite, de multe ori fără nicio legătură cu textul inițial.
| Text original în limba germană | Traducere în limba română | Textul versiunii engleze | Textul versiunii franceze |  |  |
| Vor der Kaserne, Vor dem großen Tor, Stand eine Laterne Und steht sie noch davor. So woll'n wir uns da wiedersehn, Bei der Laterne woll'n wir stehn, Wie einst Lili Marleen Wie einst Lili Marleen.               | În fața cazărmii, în fața porții principale Se afla un felinar care mai există acolo Acolo ne vom reîntălni Vom sta sub felinar, Cum stătea odinioară Lili Marleen                                         | Underneath the lantern By the barrack gate Darling I remember The way you used to wait 'Twas there that you whispered tenderly That you loved me You'd always be My Lili of the lamplight My own Lili Marlene                      | Devant la caserne, Quand le jour s'enfuit La vieille lanterne Soudain s'allume et luit C'est dans ce coin-là que le soir On s'attendait remplis d'espoir Tous deux, Lili Marleen                   |  |  |
| Uns're beiden Schatten sah'n wie einer aus; Dass wir so lieb uns hatten, Das sah man gleich daraus. Und alle Leute soll'n es sehn, Wenn wir bei der Laterne steh'n Wie einst Lili Marleen Wie einst Lili Marleen. | Umbrele noastre împreunate Păreau să fie o singură umbră Oricine își putea da seama Ce mult ne iubeam Și toată lumea trebuie să o vadă Când stăm lângă felinar Cum stătea odinioară Lili Marleen           | Time would come for roll call Time for us to part Darling i'd caress you And press you to my heart And there neath that far off lantern light I'd hold you tight We'd kiss good night My Lili of the lamplight My own Lili Marlene | Et dans la nuit sombre nos corps enlacés Ne faisaient qu'une ombre lorsque je t'embrassais Nous échangions ingénûment Joue contre joue bien de serments Tous deux, Lili Marleen                    |  |  |
| Schon rief der Posten, sie bliesen Zapfenstreich. "Es kann drei Tage kosten!" "Kamerad, ich komm ja gleich!" Da sagten wir: "Auf Wiedersehn" Wie gerne würd' ich mit dir gehn, Mit dir, Lili Marleen              | Santinela tocmai A sunat stingerea Risc să fiu sancționat Camarade, vin imediat Atunci ne luăm rămas bun Tare aș vrea să plec cu tine Cu tine, Lili Marleen                                                | Orders came for sailing Somewhere over there All confined to barracks 'Twas more than I could bear I knew you were waiting in the street I heard your feet But could not meet My Lili of the lamplight My own Lili Marlene         | Le temps passe vite lorsque l-on est deux Hélas on se quite, voici le couvre-feux Te souviens-tu de nos regrets Lorsqu’il fallait nous séparer Dis-moi, Lili Marleen? Dis-moi, Lili Marleen?       |  |  |
| Deine Schritte kennt sie, Deinen schönen Gang. Alle Abend brennt sie, Doch mich vergaß sie lang. Und sollte mir ein Leid geschehn Wer wird bei der Laterne stehn, Mit dir, Lili Marleen?                          | Ea îi cunoaște pașii Mersul său elegant În fiecare seară se aprinde Dar pe mine m-a uitat de mult Dacă mi se întâmplă o nenorocire Cine va mai sta sub felinar Cu tine, Lili Marleen                       | Resting in our billet Just behind the line Even though we're parted Your lips are close to mine You wait where that lantern softly gleamed Your sweet face seems To haunt my dreams My lili of the lamplight My own Lili Marlene   | La vieille lanterne s’allume toujours Devant la caserne, lorsque finit le jour Mais tout ce soir est etranger Aurais-je donc beaucoup changé Dis-moi, Lili Marleen?                                |  |  |
| Aus dem stillen Raume Aus der Erde Grund Hebt mich wie im Traume dein verliebter Mund. Wenn sich die späten Nebel drehn Werd' ich bei der Laterne stehn Wie einst Lili Marleen Wie einst Lili Marleen.            | Din locurile pierdute În adâncul pământului Se ridică în vis Gura ta iubită Când seara se ridică negura Voi sta lângă acel felinar, Cum stătea odinioară Lili Marleen                                      | | Cette tendre histoire de nos chers vingt ans Chante en ma mémoire malgé le jours, les ans Il me semble entendre ton pas Et je te serre entre mes bras Lili, Lili Marleen                           |  |  |
| Textul versiunii ruse | Textul versiunii bulgare | Textul versiunii maghiare | Textul versiunii italiene |  |  |
| Перед казармой У больших ворот Фонарь во мраке светит, Светит круглый год. Словно свеча любви горя, Стояли мы у фонаря С тобой, Лили Марлен.                                                                      | В нашата казарма до входната врата, един фенер висеше и свети ощ в нощта, ний двама ще се срещнем пак, там под фенера в нощний мрак, със теб Лили Марлин                                                   | Kívül a kaszárnyán kint a kapunál Lámpa lángolt árván, most is ottan áll. Szívembe zárna két karom, A lámpás égne a falon. Mint akkor angyalom! Én édes angyalom.                                                                  | Tutte le sere sotto quel fanal presso la caserma ti stavo ad aspettar. Anche stasera aspetterò, e tutto il mondo scorderò, con te Lili Marleen, con te Lili Marleen.                               |  |  |
| Обе наши тени Слились тогда в одну, Обнявшись мы застыли У любви в плену. Каждый прохожий знал про нас, Что мы вдвоем в последний раз, С тобой, Лили Марлен.                                                      | Двете наши сенки се сливаха в една, силната ни обич личеше тъй сама, и всички нек ни видят пак, там под фенера в нощний мрак, със теб Лили Марлин със теб Лили Марлин                                      | Kettőnknek árnya egybe olvadott És a vén kaszárnya csak egyre hallgatott. Hozzád repül ma kis dalom, De el nem ér a két karom. Mint akkor angyalom! Én édes angyalom.                                                              | Dammi una rosa da tener sul cuor legala col filo dei tuoi capelli d'or. Forse domani piangerai, ma dopo tu sorriderai. A chi Lili Marleen?                                                         |  |  |
| Часовой кричит мне: Труба играет сбор! Пойдешь на гауптвахту, Кончай свой разговор Друг мой, прощай, auf Wiedersehen. Ах, как хочу уйти я с ней, С моей Лили Марлен.                                              | Там прозвуча тръбата, зарята почва веч, другарю ето идвам, аз знам три дни арест. О колко исках да съм с теб, дано се видим в близък ден, със теб Лили Марлин.                                             | Emlékezel még drága kedvesem? Trombitált az őrség! Én szerelmesem! Mért is csitult el halk dalom? Be kellett volna vallanom: Szeretlek angyalom! Én édes angyalom!                                                                 | O trombettiere stasera non suonar, una volta ancora la voglio salutar. Addio piccina, dolce amor, ti porterò per sempre in cor, con me Lili Marleen, con me Lili Marleen.                          |  |  |
| Фонарь во мраке ночи У ворот горит. Твои шаги он знает, А я уже забыт. Сердце болит в краю чужом - Вдруг ты с другим под фонарем, Моя Лили Марлен . С моей Лили Марлен.                                           | Твойте стъпки знай той и ходът ти напет, но мен не ме забрави фенерът наш със теб, и щом съдбата ме срази, кой ще със тебе там стои, със теб Лили Марлин                                                   | Száll a szél a szárnyán, vak sötét az ég S otthon a kaszárnyán régi lámpa ég. Jaj, hogyha éltem itt hagyom. A láng csak ég a kőfalon . Mint akkor angyalom! Én édes angyalom!                                                      | Quando nel fango debbo camminar sotto il mio bottino mi sento vacillar. Che cosa mai sarà di me? Ma poi sorrido e penso a te, a te Lili Marleen, a te Lili Marleen.                                |  |  |
| В тесной землянке, Укрывшись от огня, О тебе мечтаю, Милая моя. Снова наступит тишина, И к фонарю придет она Ко мне, Лили Марлен.                                                                                 | В синия безкрай из тихата земя, твоите целувки събуждат ме в съня, и щом мъгли се спуснат пак, ще се възправя в нощний мрак, до теб Лили Марлин. До теб Лили Марлин!                                       | Úgy fáj a lelkem, mit felelhetek? Lámpaként szerelmem mindig ott leszek. Távol boríthat sírhalom. Örökké rólad álmodom, Mint akkor, angyalom! Én édes angyalom.                                                                    | Se chiudo gli occhi il viso tuo m'appar come quella sera nel cerchio del fanal. Tutte le notti sogno allor di ritornar, di riposar, con te Lili Marleen, con te Lili Marleen.                      |  |  |
| Textul versiunii croate | 'Textul versiunii sârbe | Textul versiunii slovene | Textul versiunii suedeze |  |  |
| Dan polako sviće, blijedi ova noć iz zagrljaja moga na front ti moraš poć', ali ma gdje bio s tobom je i mjesec naš i zvijezde sve i znaj da čekam te i znaj da čekam te.                                         | Ako ikad više sretnem te ko pre, nek budu iste kiše, isti ulaz kasarne. Jer još s Karpata snim Berlin - snim lampion i nas pod njim, ko nekad, Lili Marlin                                                 | Tamkaj pred kasarno, poleg glavnih vrat, stala je laterna, k'je tam še od takrat. Pod njeno žolto tam lučjo, prijel te bom spet za roko, kot že, Lili Marlen!                                                                      | Klar liksom en stjärna vid kasernens dörr, lyste en lanterna, den finns där nu som förr. På trottoarens nötta sten, jag möter dig i lyktans sken, som förr, Lili Marleen, som förr, Lili Marleen   |  |  |
| Ti otvaraš vrata, tiho kuca sat, ne gledaj me tako, to tek je kiše kap. Idi sada, dušo, jutro je, idi sad, ne gledaj me, al' znaj da čekam te al' znaj da čekam te.                                               | Lampion je žutu čežnjom bojio, dve senke na putu u jednu spojio. Te nežne usne, pogled snen, ti i ja, a jedna sen, pod njim,Lili Marlin                                                                    | Tam je majhen svet, samo za naju dva, kjer se tvoja senca z mojo poigra. In vsi ljudje naj vidijo, da to je najino slovo, s teboj, Lili Marlen!                                                                                    | Tätt intill varandra stod vi hand i hand. Ingen kunde klandra, jag stal en kyss ibland. Vad gjorde det, om vinden ven - vi stod i lyktans trygga sken, vi två, Lili Marleen, vi två, Lili Marleen. |  |  |
| Jednom ova jutra zauvijek će proć' i večeri jedne ti ćes meni doć' , ali sad ću poslat anđele da kažu ti da ljubim te, da znaš da čekam te da znaš da čekam te.                                                   | Povečerje zove, znak za polazak, ti u moje snove - ja u kasarnu i mrak. "Doviđenja", kažem fin, a pre bih s tobom kroz Berlin, svu noć, Lili Marlin                                                        | Tvoj korak samotno odmeva v temo, mojega že dolgo ni več pod lučjo. in ko bo svet temo pregnal, le kdo bo pod laterno stal, s teboj, Lili Marlen!                                                                                  | Nu ropar vakten: Kom in, ty tapto går. Du hörde nog på takten, jag inte dröja får. Men det är svårt att ej bli sen, när i min famn vid lyktans sken, du är, Lili Marleen, du är, Lili Marleen.     |  |  |
| Kad se noću budim, tebe nema tu, ja osjećam tvoj dodir, i čežnju tvoju svud. Vratit ćeš se, dragi, k meni ti i naš će san oživjeti ti znaš da ja to znam, ti znas da tvoja sam.                                   | Lampion još plamti kao nekad pre, viđa te i pamti ali mene više ne. Znaš da me mogu ubiti, o, kog ćeš tada ljubiti pod njim, Lili Marlin?                                                                  | V vetru nad grobovi, ki hlipa za vse nas, sliši se kot v sanjah tvoj ljubeči glas. In ko bo svet meglo pregnal, bom spet tam pod laterno stal, s teboj, Lili Marlen!                                                               | För mitt öga står du, dina läppar ler, all min längtan får du, i drömmen jag dig ser, så som du stod i lyktans sken en avskedsstund, då vinden ven. Farväl, Lili Marleen, farväl, Lili Marleen.    |  |  |
| Sanjam tvoje oči, tvoje osmijehe, sanjam tvoje lice, tvoje cjelove, tebe noćas ljube zvjezdice, i Mjesec naš i krijesnice i noći daleke .                                                                         | Tišini dubokoj magle prilaze, u moj večni Pokoj usne tvoje silaze, s tom maglom da me uznesu, i kao pre da stojim tu pod njim, Lili Marlin.                                                                | | För mitt öga står du, dina läppar ler, all min längtan får du, i drömmen jag dig ser, så som du stod i lyktans sken, en avskedsstund, då vinden ven. Farväl, Lili Marleen, farväl, Lili Marleen.   |  |  |
| Ne dam svoju zemlju, sela, gradove, ne dam naše šume, polja, domove, ne dam našu lijepu Hrvatsku i s tobom sad ja branim nju i znaj da čekam te i znaj da čekam te.                                               | | | |  |  |
| I srušene će kuće opet stajati i svako će se dijete opet smijati i nasu pjesmu čut će svi jer Hrvatska to svi smo mi, nek' ljubav pobijedi!                                                                       | | | |  |  |
| Textul versiunii finlandeze | 'Textul versiunii daneze | Textul versiunii armatei chileene | Textul versiunii marinei chileene |  |  |
| Kasarmimme eessä suuri portti on, Illan pimetessä jään lyhdyn valohon. Menneessä jälleen kohdataan, Ja lyhdyn alla haastellaan, Kuin ennen Liisa pien′, Kuin ennen Liisa pien′.                                   | På den stolte skude fjernt fra hjemmets strand står den tavse sømand og længes hjem i land. Tænker, mens skibet står mod nord, på den, som i hans hjerte bor, på sin Lili Marleen, på sin Lili Marleen.    | Bajo la linterna Frente a mi cuertel Sé que tu me esperas Mi dulce amada mia Mi corazόn al susurrará Bajo el farol latiendo está Lill mi dulce bien Eres tu, Lili Marleen                                                          | Cuando al embarcarme Yo me despedί Junto a tu ventana Te cantaba asί Alla en la ausencia aumentaré Mi amor por ti, bella mujer Por ti, Lili Marleen                                                |  |  |
| Huomas kaikki heti, meitä kansoissaan, Et′ lempi yhteen veti, kun yks' jäi varjo vaan. Menneessä kaikki kyllä saan, Jos lyhdyn allla rakkastaa, Sun kanssas’ Liisa pien′,                                         | Det var på en knejpe i Marseilles havn, at han pluds'lig hørte det nu så søde navn; mændene talte kun om een med ravnsort hår og slanke ben, kun om Lili Marleen, kun om Lili Marleen.                     | Cuando llega un parte Y debo marchar Sin saber querida Si puedo regrersar Se que me esperas siempre fiel Bajo el farol, fruente’al cuartel Lill mi dulce bien Eres tu, Lili Marleen                                                | En el puerto quedas Solita mi amor Pero yo te dejo con mi corazόn Ya la vuelta te hallaré En tu balcόn, a ti mujer A ti, Lili Marleen                                                              |  |  |
| Iltahuudon hetki liian pian sai, vois tulla kallis retki, Siks' nyt jo lähden ain. Sulle nyt kuiskaan näkemiin, vaikґ tahtoisin mä kaupunkiin, Sun kanssasґ Liisa pien', Sun kanssasґ Liisa pien'.                | Det var kærlighed ved første øjekast, men i dag så står han med hende last og brast; for da han fried', fik han ja, og han blev gift den næste da' med sin Lili Marleen, med sin Lili Marleen.             | Si en frente me hallo Lejos boy a ti Digo que tus pasos Se aceran junte a mi Y se que allá me esperas tú Juhto al farol, plena de luz Lill mi dulce bien Eres tu, Lili Marleen                                                     | Al zapar mi buque Rumbo hacia alta mar A tu pañuelito yo lo vi flamear Y con el alma contesté A tu señal, muchacha fiel Adiόs, Lili Marleen Adiόs, Lili Marleen                                    |  |  |
| Askeleesi siellä,Kasarmimme eessä suuri portti on, Illan pimetessä jään lyhdyn valohon. Menneessä jälleen kohdataan, Ja lyhdyn alla haastellaan, Kuin ennen Liisa pien′, Kuin ennen Liisa pien′.                  | Og når fra det fjerne Peter vender hjem, er en grøn lanterne det tegn, der viser frem. Han ved, når rejsen, den er endt, så står hun dér og venter spændt, hans eg'n Lili Marleen, hans eg'n Lili Marleen. | | Hosta que ya estoy Lejos de tu hogar Una carta tuya Pronto ha de llegar Es el consuelo que tendré Para esoerar te vuelva a ver Mi amor, Lili Marleen, Mi amor, Lili Marleen                        |  |  |
| Kaikki sumuun häipyy, maa ja taivaskin, Huulillasi säihkyy nimi rakkahin. Luokses mä unelmissain saan, taas lyhdyn alla kohdataan, Kuin ennen Liisa pien', Kuin ennen Liisa pine'.                                | | | |  |  |
| 'Textul versiunii spaniole (Division Azul | | | |  |  |
| Al salir de España sola se quedό Llorando mi marcha la niña de mi amor Cuando partίa el tren de allί Le dijo asί mi corazόn: Me voy pensando en tί Adiόs, Lili Marlen                                             | | | |  |  |
| Aunque la distancia vive entre los dos Yo siempre me acuerdo de tu cara al sol Cuando tu carta llega a tί Se alegra asi mi corazόn Pues sόlo pienso en tί Soñando con tu amor.                                    | | | |  |  |
| Cuando vuelva a España con mi Divisiόn Llenará de flores mi niña su balcόn Yo seré entonces tan felíz Que non sabré más que decír: Mi amor, Lili Marlen Mi amor es para tί                                        | | | |  |  |